# Hypoplectrus nigricans
Hypoplectrus nigricans là một loài cá vây tia, cá vược biển trong họ Cá mú. Nó có nguồn gốc từ các vùng nước nông của trung tây Đại Tây Dương và Biển Caribê. Nó có chiều dài tối đa là khoảng 15 cm. Nó là loài lưỡng tính đồng thời, với chiến lược sinh sản được gọi là trao đổi trứng. Một con cá đóng vai trò như một con cái và đẻ một lứa trứng và con còn lại thụ tinh chúng. Đêm hôm sau, vai trò được đảo ngược.

## Mô tả
Hypoplectrus nigricans là một loài cá nhỏ phát triển với tổng chiều dài từ 85 đến 150 mm. Hình thái và màu sắc của cá thay đổi trong phạm vi của nó. Cá đến từ Puerto Rico có thân màu xám, vây ngực trong mờ, vây bụng nhọn và vây đuôi có hình dạng như mặt trăng lưỡi liềm. Cá từ Mexico và Belize nhỏ hơn một chút và có màu cơ thể sẫm hơn với vây ngực tối màu, vây bụng cùn và vây đuôi ngắn.

## Phân bố và môi trường sống
Loài này đặc hữu ở trung tâm Tây Đại Tây Dương. Phạm vi sinh sống của nó kéo dài từ phía đông nam Florida và Bahamas, qua Biển Caribê và Vịnh Mexico đến Santa Marta ở Colombia và đến các hòn đảo ngoài khơi Venezuela. Nó là một loài cá rạn san hô, sinh sống ở các rạn san hô với cả san hô đá và san hô mềm.

## Sinh thái học
Là một loài lưỡng tính đồng thời, H. nigricans có một chiến lược sinh sản bất thường được gọi là trao đổi trứng. Nó thường sống đơn độc, nhưng vào thời điểm sinh sản, hai con cá đến với nhau vào ban đêm. Sự tán tỉnh được khởi xướng bởi một con cá tạm thời đóng vai trò là con cái. Những con cá khác đóng vai trò là con đực và thụ tinh một mẻ trứng được tạo ra bởi con cá đầu tiên. Đêm tiếp theo, vai trò của chúng đảo ngược, và con cá thứ hai đẻ trứng và con cá đầu tiên thụ tinh cho chúng. Hai con cá tiếp tục vai trò xen kẽ theo cách này trong suốt nhiều đêm. Cặp đôi thường ở cùng nhau cho việc trao đổi, nhưng đôi khi mỗi con đi tìm một bạn tình khác.

## Trạng thái
H. nigricans có phạm vi sống rộng và là một loài cá phổ biến. Không có mối đe dọa cụ thể nào được xác định và số lượng của nó dường như ổn định, vì vậy Liên minh Bảo tồn Thiên nhiên Quốc tế đã đánh giá nó là loài ít quan tâm.